# Bainbridge Island
Bainbridge Island is een eiland in de Puget Sound en plaats (city) in de Amerikaanse staat Washington, en valt bestuurlijk gezien onder Kitsap County.

## Demografie
Bij de volkstelling in 2000 werd het aantal inwoners vastgesteld op 20.308.
In 2006 is het aantal inwoners door het United States Census Bureau geschat op 22.178, een stijging van 1870 (9,2%).

## Geografie
Volgens het United States Census Bureau beslaat de plaats een oppervlakte van
169,7 km², waarvan 71,5 km² land en 98,2 km² water.

## Plaatsen in de nabije omgeving
De onderstaande figuur toont nabijgelegen plaatsen in een straal van 12 km rond Bainbridge Island.

## Geboren in Bainbridge Island
- Jon Brower Minnoch (1941 - 1983), zwaarste man
- Kiel Reijnen (1986), wielrenner
- Heidi Franz (1995), wielrenster